# 1874 en Nouvelle-Écosse
Chronologie de la Nouvelle-Écosse
- 1870
- 1871
- 1872
- 1873
- 1874
- 1875
- 1876
- 1877
- 1878

Cette page concerne des événements d'actualité qui se sont produits durant l'année 1874 dans la province canadienne de la Nouvelle-Écosse.

## Politique
- Premier ministre : William Annand puis Philip Carteret Hill (Parti anti-confédération-libéral)
- Chef de l'Opposition : Hiram Blanchard (Parti conservateur)
- Lieutenant-gouverneur : Adams George Archibald
- Législature : 25e (en) puis 26e (en)

## Événements
- Fondation de The Chronicle Herald.
- 22 janvier : le Parti libéral d'Alexander Mackenzie remporte l'élection générale avec 129 députés élus contre les 65 conservateurs de John A. Macdonald et 5 libéral indépendants, 4 indépendants et 3 conservateur indépendants. En Nouvelle-Écosse, le résultat est de 15 libéraux, 4 conservateurs (donc 2 libéral-conservateurs) et 2 indépendants (donc 1 libéral-indépendant).
- 4 mars : le Parti libéral remporte les trois élections partielles de Guysborough (en), Hants (en) et Richmond (en).
- 10 mars : le libéral Henry Yeomans (en) remporte l'élection partielle de Hants (en) à la suite de la démission du conservateur William McDougall (en).
- 17 décembre : 
  - le Parti libéral de Philip Carteret Hill est réélu pour un troisième mandat majoritaire, bien qu'il ait perdu deux sièges avec 55,0 % du vote lors de l'élection générale (en), tandis que le Parti conservateur a 12 sièges avec 43,6 % du vote qui forme toujours l'Opposition officielle et quatre candidats indépendants réussiront à se faire élire.
  - le conservateur Charles James Campbell (en) remporte l'élection partielle fédérale de Victoria à la suite de la démission du libéral William Ross (en) .

## Décès
- 17 décembre : Hiram Blanchard, premier ministre de la Nouvelle-Écosse.